# Municipalità di Berri Barmera
La municipalità di Berri Barmera è una Local Government Area che si trova in Australia Meridionale. Essa si estende su una superficie di 508 chilometri quadrati e ha una popolazione di 11.240 abitanti. La sede del consiglio si trova a Berri.